# La Majadita

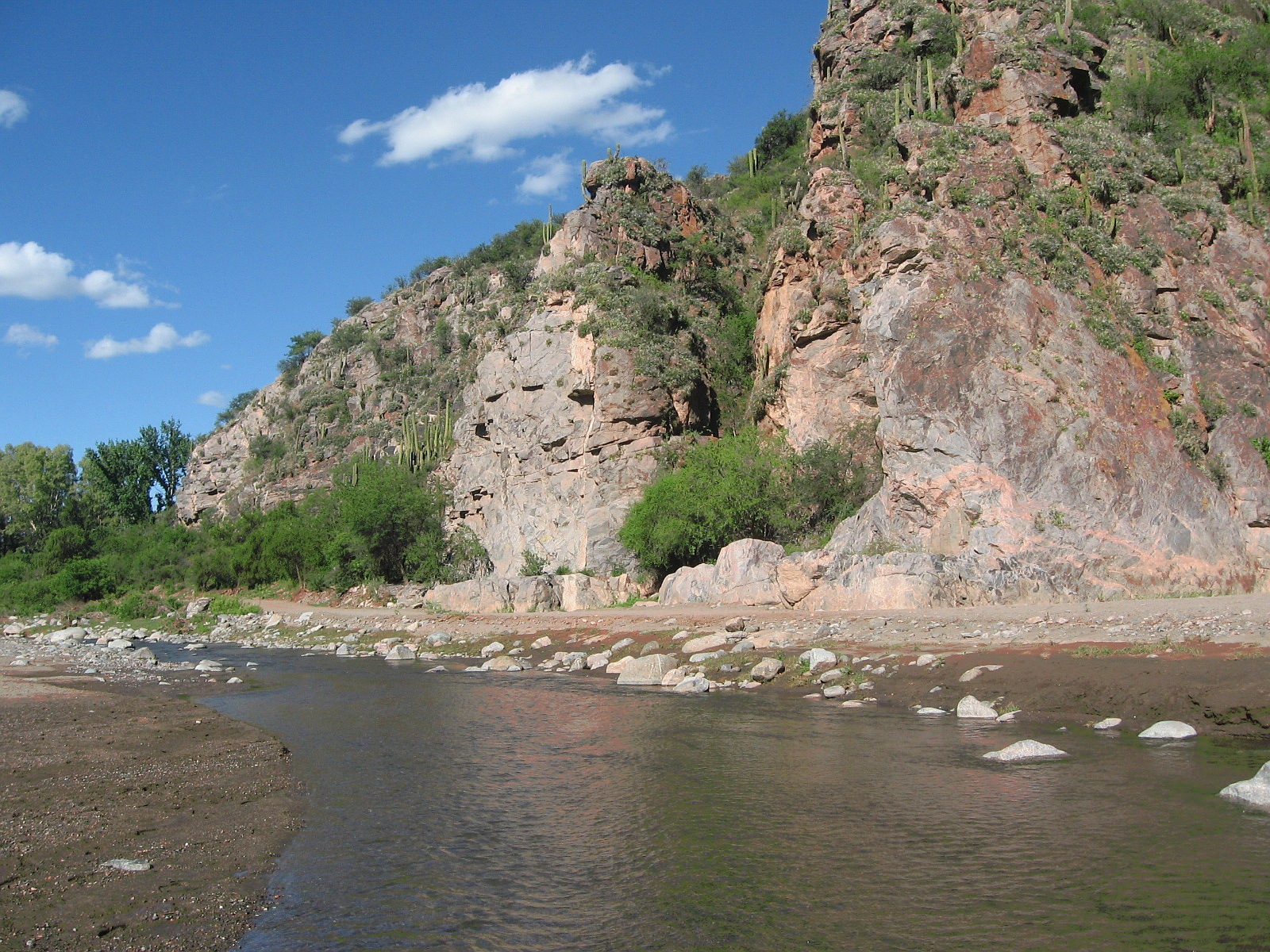
Camino hacia La Majadita

La Majadita es una pequeña localidad rural ubicada a 7 km de la localidad de San Agustín de Valle Fértil, dentro del departamento homónimo, en la zona este de la provincia de San Juan, en la región cuyana argentina.

## Ubicación
Se encuentra a 263 km de la capital sanjuanina y a 1340 km de la Ciudad Autónoma de Buenos Aires.

## Características de la localidad
Esta localidad está dentro del área de la Reserva de uso múltiple Valle Fértil y se accede a ella por un camino consolidado, que cruza en varios tramos el cauce del Río del Valle o Río Valle Fértil. Con cierta frecuencia las lluvias del verano producen crecientes en el río que ocasionan que este camino resulte intransitable, con lo cual el paraje queda aislado.
En la zona es posible encontrar testimonios de la presencia de comunidades prehispánicas, presumiblemente yacampis, tales como arte rupestre, petroglifos y morteros tallados en piedra.
La localidad es una de las que presenta mayor potencial en cuanto a desarrollo de productos turísticos del Departamento Valle Fértil.

## Servicios
En la localidad existen tres asociaciones vecinales, una escuela pública de nivel inicial y un centro integrador comunitario.
A partir de la década de 2010, a fin de impulsar las actividades turísticas, se instalaron algunos hospedajes y paradores.

## Puntos de interés turístico

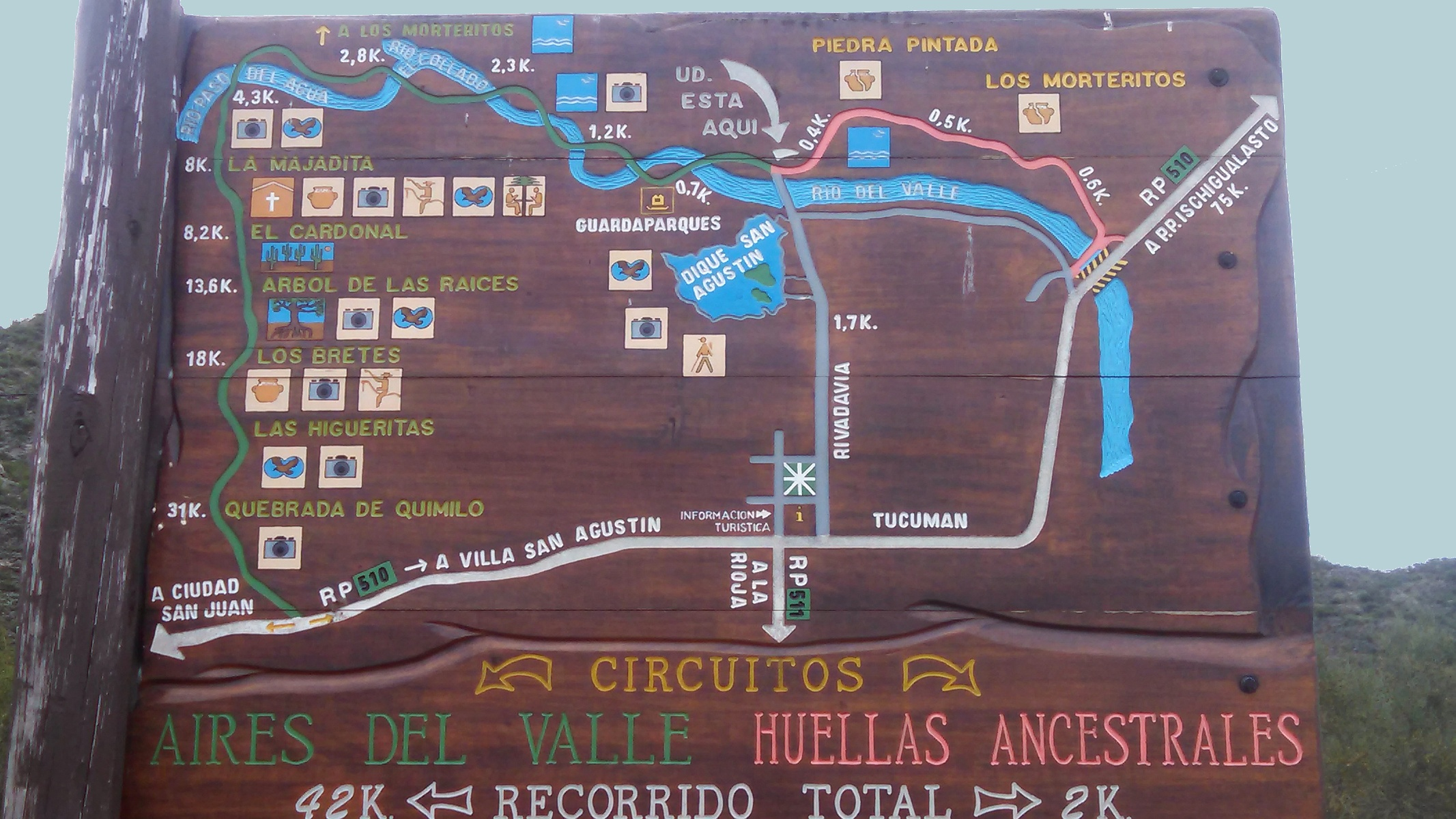
La Majadita, localidad del Circuito Aires del Valle

La Majadita es una de las pequeñas localidades que forman parte del llamado Circuito Tras las Sierras o Circuito Aires del Valle, junto con Los Bretes y Quimilo. Este circuito de características paisajísticas y recreativas admite ser recorrido en forma total o parcial, y en diferentes medios de transporte. Resulta un recorrido especialmente apropiado para la observación de aves.
A unos pocos kilómetros de la población se encuentra el "Árbol de las Raíces". Se trata de un algarrobo de alrededor de 200 años de antigüedad que tiene expuesta la porción superior de sus raíces, producto de la erosión que las fuertes lluvias producen en el terreno en el que está implantado.
Durante el mes de julio se realiza anualmente la Fiesta del Chivo, como una forma de promoción de las actividades de crianza de ganado caprino de la zona.